# Werner Grundahl
Werner Grundahl Hansen (Copenhaguen, 22 d'agost de 1914 - 22 de desembre de 1952) va ser un ciclista danès, que fou professional entre 1935 i 1940. Del seu palmarès destaca la medalla de bronze als Campionats del món en ruta amateur de 1935.

## Palmarès
- 1935
  - 1r a l'Aarhus-Copenhaguen i vencedor de 2 etapes
- 1936
  - 1r als Sis dies de Copenhaguen (amb Albert Billiet)
- 1939
  -  Campió de Dinamarca de persecució